# Ambassis agrammus
Ambassis agrammus és una espècie de peix pertanyent a la família dels ambàssids.

## Descripció
- Fa 7,5 cm de llargària màxima (normalment, en fa 4,5).
- 8 espines i 7-10 radis tous a l'aleta dorsal.
- 3 espines i 7-10 radis tous a l'aleta anal.[6][7][8]

## Alimentació
Menja microcrustacis, insectes, aràcnids petits, peixos i algues.

## Hàbitat
És un peix d'aigua dolça i salabrosa, demersal i de clima tropical (22 °C-38 °C; 3°S-16°S).

## Distribució geogràfica
Es troba a Austràlia (el Territori del Nord i Queensland) i Nova Guinea.

## Observacions
És inofensiu per als humans.